# Heinz Ungureit
Heinz Ungureit (* 24. August 1931 in Hövel; † 3. Mai 2025) war ein deutscher Medienjournalist. Er war unter anderem von 1976 bis 1991 Hauptredaktionsleiter beim ZDF.

## Leben
Heinz Ungureit, Sohn von Johanna Ungureit, geborene Unger, und Heinrich Ungureit, stammte aus einer Bergarbeiterfamilie. Er besuchte ein Gymnasium in Hamm und studierte anschließend Publizistik, Germanistik und Geschichte an der Westfälischen Wilhelms-Universität in Münster. Zunächst arbeitete er für Zeitungs-Redaktionen im Raum Hamm, von 1957 bis 1959 als Redakteur von Westfälischer Anzeiger und Kurier. 1959 wurde er Feuilletonredakteur bei der Frankfurter Rundschau. Im Jahr 1960 heiratete er. 1966 wechselte Ungureit zur ARD, wo er mit Franz Everschor und Hartmut Grund die Filmredaktion aufbaute und bis 1976 Redakteur blieb. 1975 wurde er Leiter der ARD-Filmredaktion. 
1976 ging er zum ZDF und wurde Leiter der Hauptredaktion Fernsehspiel und Film sowie stellvertretender Programmdirektor. 1985 stieg Ungureit zum Direktor Europäische Satellitenprogramme des Fernsehsenders auf, was er bis zur Pensionierung 1996 blieb. Parallel dazu blieb er bis 1991 Hauptredaktionsleiter Fernsehspiel und Film. Nebenbei übte er von 1994 bis 1996 die Funktion des Jugendschutzbeauftragten im ZDF aus.
Gemeinsam mit Alexander Kluge verfasste er das Film-Fernseh-Abkommen, aufgrund dessen sich seither Fernsehsender an Kinoproduktionen beteiligen. 
Er arbeitete mit zahlreichen namhaften Regisseuren, wie Ingmar Bergman und Werner Herzog (Fitzcarraldo) zusammen. 1973 erhielt er den Kunstpreis Berlin und wurde 1996 für sein Lebenswerk mit der Besonderen Ehrung beim Adolf-Grimme-Preis ausgezeichnet. 2007 ernannte die Deutsche Filmakademie ihn zum Ehrenmitglied.
Vor seiner Fernsehkarriere schrieb der Journalist jahrelang Beiträge für die Zeitschrift Filmkritik.
Heinz Ungureit lebte in Frankfurt am Main und war Vater zweier Kinder, der Filmproduzentin Dagmar Ungureit und des Drehbuchautors David Ungureit. Er starb am 3. Mai 2025 im Alter von 93 Jahren.